# Brem-sur-Mer
Brem-sur-Mer är en fransk ort och kommun i departementet i deparetmentetet Vendée, Pays-de-la-Loire, vid Atlantkusten. År 2022 hade Brem-sur-Mer 2 933 invånare., men under turistsäsongen på sommaren kan antalet invånare öka till uppemot 10 000.

## Befolkningsutveckling
Antalet invånare i kommunen Brem-sur-Mer
| Referens: INSEE |